# Sebastián Prediger
Leonardo Sebastián Prediger (Crespo, 4 september 1986) is een Argentijns voetballer van CA Tigre. Hij speelt als middenvelder.
In 2009 stond de middenvelder in de belangstelling van Ajax, Espanyol, Udinese en Boca Juniors, maar uiteindelijk tekende hij bij FC Porto dat 3,3 miljoen euro transfersom betaalde.

## Statistieken
| Seizoen | Club                         | Land                         | Competitie         | Duels | Goals |
| ------- | ---------------------------- | ---------------------------- | ------------------ | ----- | ----- |
| 2007/08 | CA Colón                     | Argentinië                   | Primera División   | 17    | 1     |
| 2008/09 | CA Colón                     | Argentinië                   | Primera División   | 33    | 2     |
| 2009/10 | FC Porto                     | Portugal                     | Primeira Liga      | 0     | 0     |
| 2009/10 | → CA Boca Juniors            | Argentinië                   | Primera División   | 3     | 0     |
| 2010/11 | → Cruzeiro EC                | Brazilië                     | Série A            | 0     | 0     |
| 2010/11 | → CA Colón                   | Argentinië                   | Primera División   | 18    | 0     |
| 2011/12 | → CA Colón                   | Argentinië                   | Primera División   | 15    | 0     |
| 2011/12 | CA Colón                     | Argentinië                   | Primera División   | 16    | 2     |
| 2012/13 | CA Colón                     | Argentinië                   | Primera División   | 28    | 3     |
| 2013/14 | CA Colón                     | Argentinië                   | Primera División   | 16    | 1     |
| 2013/14 | Baniyas SC                   | Verenigde Arabische Emiraten | VAE Liga           | ?     | ?     |
| 2014/15 | Club Estudiantes de La Plata | Argentinië                   | Primera División   | 15    | 0     |
| 2014/15 | CA Belgrano                  | Argentinië                   | Primera División   | 30    | 1     |
| 2015/16 | CA Belgrano                  | Argentinië                   | Primera División   | 9     | 0     |
| 2016/17 | → CA Newell's Old Boys       | Argentinië                   | Primera División   | 16    | 1     |
| 2017/18 | CA San Martín                | Argentinië                   | Primera B Nacional | 10    | 0     |
| 2017/18 | CA Tigre                     | Argentinië                   | Primera División   | 12    | 0     |
| Totaal  | Totaal                       | Totaal                       | Totaal             | 238   | 11    |